# Bofrost Cup on Ice de 2003
Bofrost Cup on Ice de 2003 foi a décima sétima edição da competição, um evento anual de patinação artística no gelo organizado pela Deutsche Eislauf-Union. A competição foi disputada entre os dias 7 de novembro e 9 de novembro, na cidade de Gelsenkirchen, Alemanha.

## Eventos
- Individual masculino
- Individual feminino
- Duplas
- Dança no gelo

## Medalhistas
| Evento                        | Ouro                                            | Prata                                   | Bronze                                      |
| Individual masculino detalhes | Stefan Lindemann · Alemanha                     | Jeffrey Buttle · Canadá                 | Silvio Smalun · Alemanha                    |
| Individual feminino detalhes  | Joannie Rochette · Canadá                       | Susanna Pöykiö · Finlândia              | Júlia Sebestyén · Hungria                   |
| Duplas detalhes               | Valérie Marcoux · Craig Buntin · Canadá         | Julia Obertas · Sergej Slavnov · Rússia | Elizabeth Gale Putnam · Sean Wirtz · Canadá |
| Dança no gelo detalhes        | Marie-France Dubreuil · Patrice Lauzon · Canadá | Kati Winkler · René Lohse · Alemanha    | Federica Faiella · Massimo Scali · Itália   |

## Resultados

### Individual masculino
| Pos.              | Nome                 | Nacionalidade    | Pontos | PC | PL |
| ----------------- | -------------------- | ---------------- | ------ | -- | -- |
| Medalha de ouro   | Stefan Lindemann     | Alemanha         | 1.5    | 1  | 1  |
| Medalha de prata  | Jeffrey Buttle       | Canadá           | 3.0    | 2  | 2  |
| Medalha de bronze | Silvio Smalun        | Alemanha         | 5.0    | 4  | 3  |
| 4                 | Kristoffer Berntsson | Suécia           | 6.5    | 5  | 4  |
| 5                 | Gregor Urbas         | Eslovênia        | 6.5    | 3  | 5  |
| 6                 | Tomáš Verner         | República Tcheca | 9.5    | 7  | 6  |
| 7                 | Alexei Vasilevskiy   | Rússia           | 10.0   | 6  | 7  |

### Individual feminino
| Pos.              | Nome              | Nacionalidade | Pontos | PC | PL |
| ----------------- | ----------------- | ------------- | ------ | -- | -- |
| Medalha de ouro   | Joannie Rochette  | Canadá        | 3.0    | 4  | 1  |
| Medalha de prata  | Susanna Pöykiö    | Finlândia     | 4.0    | 2  | 3  |
| Medalha de bronze | Júlia Sebestyén   | Hungria       | 4.5    | 5  | 2  |
| 4                 | Carolina Kostner  | Itália        | 4.5    | 1  | 4  |
| 5                 | Elina Kettunen    | Finlândia     | 6.5    | 3  | 5  |
| 6                 | Denise Zimmermann | Alemanha      | 9.0    | 6  | 6  |

### Duplas
| Pos.              | Nome                               | Nacionalidade | Pontos | PC | PL |
| ----------------- | ---------------------------------- | ------------- | ------ | -- | -- |
| Medalha de ouro   | Valérie Marcoux / Craig Buntin     | Canadá        | 1.5    | 1  | 1  |
| Medalha de prata  | Julia Obertas / Sergej Slavnov     | Rússia        | 3.0    | 2  | 2  |
| Medalha de bronze | Elizabeth Gale Putnam / Sean Wirtz | Canadá        | 4.5    | 3  | 3  |
| 4                 | Rebecca Handke / Daniel Wende      | Alemanha      | 6.0    | 4  | 4  |
| WD                | Eva-Maria Fitze / Rico Rex         | Alemanha      | —      | 5  | WD |

### Dança no gelo
| Pos.              | Nome                                     | Nacionalidade  | Pontos | DO | DL |
| ----------------- | ---------------------------------------- | -------------- | ------ | -- | -- |
| Medalha de ouro   | Marie-France Dubreuil / Patrice Lauzon   | Canadá         | 2.0    | 2  | 1  |
| Medalha de prata  | Kati Winkler / René Lohse                | Alemanha       | 2.5    | 1  | 2  |
| Medalha de bronze | Federica Faiella / Massimo Scali         | Itália         | 4.5    | 3  | 3  |
| 4                 | Oksana Domnina / Maxim Shabalin          | Rússia         | 6.0    | 4  | 4  |
| 5                 | Nóra Hoffmann / Attila Elek              | Hungria        | 7.5    | 5  | 5  |
| 6                 | Loren Galler-Rabinowitz / David Mitchell | Estados Unidos | 9.5    | 7  | 6  |
| 7                 | Pamela O'Connor / Jonathan O'Dougherty   | Reino Unido    | 10.0   | 6  | 7  |

## Quadro de medalhas
| Ordem | País      | Medalha de ouro | Medalha de prata | Medalha de bronze |    | Ordem por total |
| ----- | --------- | --------------- | ---------------- | ----------------- | -- | --------------- |
| 1     | Canadá    | 3               | 1                | 1                 | 5  | 1               |
| 2     | Alemanha  | 1               | 1                | 1                 | 3  | 2               |
| 3     | Finlândia |                 | 1                |                   | 1  | 3               |
| 3     | Rússia    |                 | 1                |                   | 1  | 3               |
| 5     | Hungria   |                 |                  | 1                 | 1  | 3               |
| 5     | Itália    |                 |                  | 1                 | 1  | 3               |
| TOTAL | TOTAL     | 4               | 4                | 4                 | 12 | —               |